# لیندا ریبووا
لیندا ریبووا (چکی: Linda Rybová؛ زادهٔ ۱۰ نوامبر ۱۹۷۵) بازیگر و مانکن اهل جمهوری چک است.
از فیلم‌ها یا مجموعه‌های تلویزیونی که وی در آن‌ها نقش داشته است، می‌توان به بیگ بیت، ساختمان پزشکان در باغ رز، استخر و محاکمه اشاره نمود.